# Bezirk Přestitz

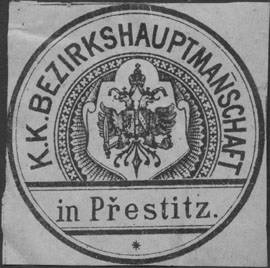
Siegelmarke C.K. Okresní hejtmanství v Přešticích / Bezirkshauptmannschaft in Prestitz

Der Bezirk Přestitz (auch: Pschestitz, tschechisch politický okres Přeštice) war ein Politischer Bezirk im Königreich Böhmen. Die Bezirkshauptmannschaft (tschechisch Okresní hejtmanství v Přešticích) saß in Přeštice. Der Bezirk umfasste Gebiete in Westböhmen im heutigen Plzeňský kraj (Okres Plzeň-jih). Das Gebiet gehörte seit 1918 zur neu gegründeten Tschechoslowakei und ist seit 1993 Teil Tschechiens.

## Geschichte
Die modernen, politischen Bezirke der Habsburgermonarchie wurden 1868 im Zuge der Trennung der politischen von der judikativen Verwaltung geschaffen.
Der Bezirk Přestitz wurde 1868 aus den Gerichtsbezirken Přestitz (tschechisch soudní okres Přeštice) und Nepomuk (Nepomuk) gebildet.
Im Bezirk Přestitz lebten 1869 40.893 Personen, wobei der Bezirk ein Gebiet von 9,0 Quadratmeilen und 103 Gemeinden umfasste.
1900 beherbergte der Bezirk 43.332 Menschen, die auf einer Fläche von 517,65 km² bzw. in 103 Gemeinden lebten.
Der Bezirk Přestitz umfasste 1910 eine Fläche von 517,65 km² und eine Bevölkerung von 45.298 Personen. Von den Einwohnern hatten 45.101 Tschechisch und 134 Deutsch als Umgangssprache angegeben. Weiters lebten im Bezirk 63 Anderssprachige oder Staatsfremde. Zum Bezirk gehörten zwei Gerichtsbezirke mit insgesamt 103 Gemeinden bzw. 103 Katastralgemeinden.